# Nikolai Braitschenko
Nikolai Wiktorowitsch Braitschenko (russisch Николай Викторович Брайченко; * 15. Oktober 1986 in Schtschutschinsk, Oblast Koktschetaw, Kasachische SSR, Sowjetunion) ist ein kasachischer Biathlet.
Nikolai Braitschenko bestritt seine ersten internationalen Rennen im Rahmen des Biathlon-Europacups zu Beginn der Saison 2006/07 in Obertilliach und wurde in seinem ersten Sprint 98. Zum Ende der Saison lief er in Lahti auch sein erstes Rennen im Biathlon-Weltcup und erreichte einen 82. Platz im Einzel. Bis 2009 folgten weitere Einsätze zumeist im Europa/IBU-Cup, in Obertilliach gewann er 2008 in einem Einzel als 38. erstmals Punkte in dieser Rennserie. Zu einem ersten Höhepunkt wurden die Biathlon-Europameisterschaften 2009 in Ufa. Braitschenko bestritt drei Rennen, wurde 37. im Sprint, 32. der Verfolgung und 34. im Einzel. Während der Saison 2009/10 folgten erneut vermehrt Einsätze im Weltcup, unter anderem erreichte der Kasache in Pokljuka mit einem 46. Rang in einem Verfolgungsrennen sein bislang bestes Weltcup-Resultat. Zum bisherigen Karrierehöhepunkt wurde allerdings die Teilnahme an den Olympischen Winterspielen 2010 von Vancouver, wo Braitschenko im Sprint zum Einsatz kam und 84. wurde.

## Biathlon-Weltcup-Platzierungen
Die Tabelle zeigt alle Platzierungen (je nach Austragungsjahr einschließlich Olympische Spiele und Weltmeisterschaften).
- 1.–3. Platz: Anzahl der Podiumsplatzierungen
- Top 10: Anzahl der Platzierungen unter den ersten zehn (einschließlich Podium)
- Punkteränge: Anzahl der Platzierungen innerhalb der Punkteränge (einschließlich Podium und Top 10)
- Starts: Anzahl gelaufener Rennen in der jeweiligen Disziplin

| Platzierung                      | Einzel | Sprint | Verfolgung | Massenstart | Staffel | Gesamt |
| -------------------------------- | ------ | ------ | ---------- | ----------- | ------- | ------ |
| 1. Platz                         |        |        |            |             |         |        |
| 2. Platz                         |        |        |            |             |         |        |
| 3. Platz                         |        |        |            |             |         |        |
| Top 10                           |        |        |            |             |         |        |
| Punkteränge                      |        |        |            |             | 4       | 4      |
| Starts                           | 3      | 7      | 1          |             | 4       | 15     |
| Stand: nach der Saison 2010/2011 |        |        |            |             |         |        |